# Médicos do Mundo

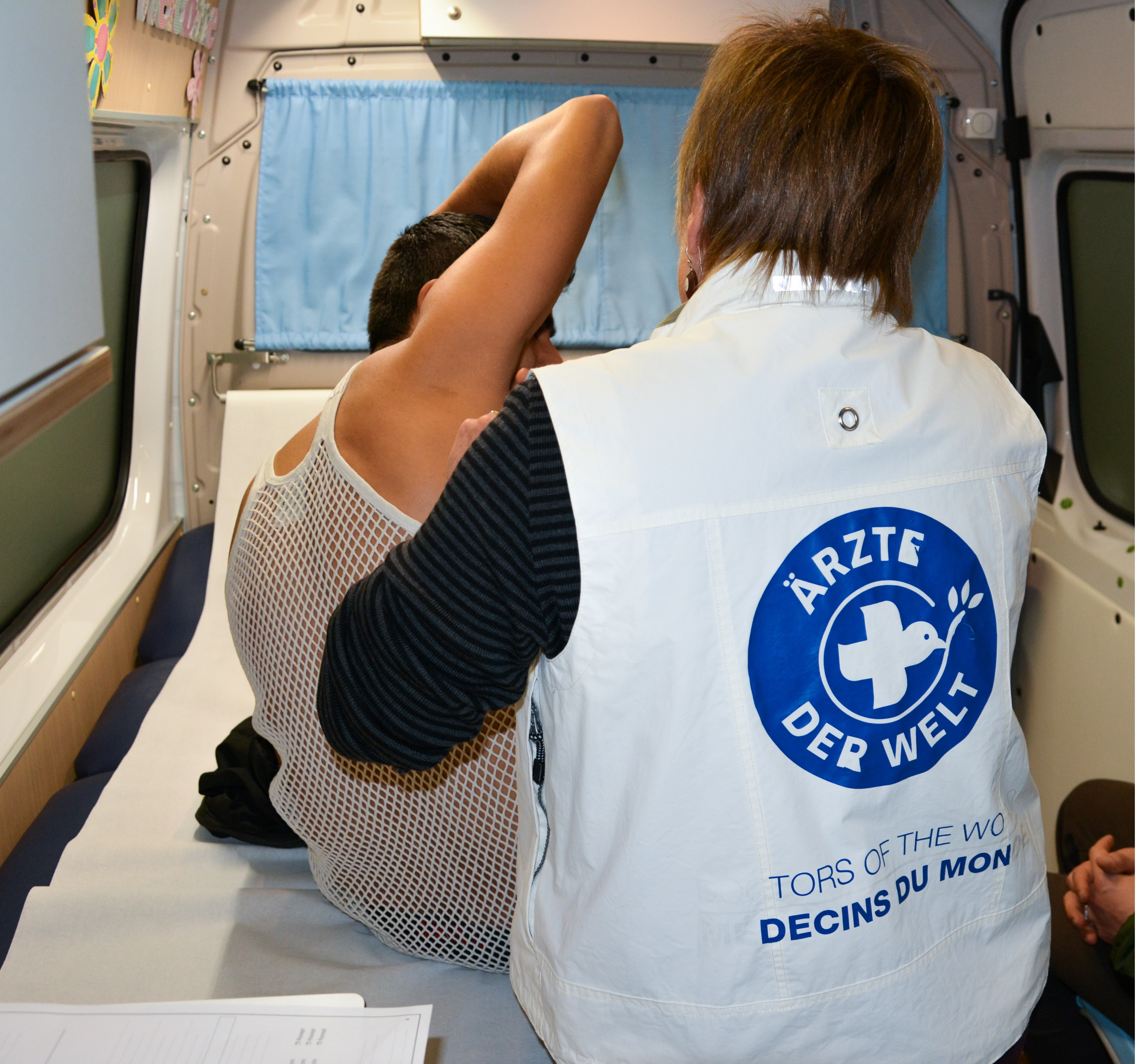
Médicos voluntários examinam pessoas sem seguro no ônibus de tratamento Médicos do Mundo em 2017, durante a missão de proteção contra o frio na cidade de Munique.

Médicos do Mundo (em francês:  Médecins du monde) é uma organização não-governamental com atuação mundial, baseada na benevolência de profissionais da saúde para levar ajuda humanitária a populações vulneráveis.

## História
Surgiu da necessidade de levar saúde de qualidade a populações vulneráveis, vítimas de catástrofes, tragédias humanitárias e população de rua.